# Baba Salah
Pour les articles homonymes, voir Salah.
Baba Salah Cissé est un musicien malien né le 23 mars 1974 à Gao.
Après l’école coranique puis des études primaires et secondaires à Gao, Mopti, Nioro du Sahel et Bamako, il poursuit ses études à l’Institut national des arts de Bamako entre 1994 et 1998.
En 1995, il devient le guitariste de la chanteuse malienne Oumou Sangaré
En 2005, il sort son premier album qui est primé Meilleure révélation de l'année et Meilleur artiste de la Chaîne 2.

## Discographie
- 2004 : Borey
- 2013 : Dangay - The North
- 2013 : Gao
- 2014 : The Faranas & Baba Salah - Run Run